# Cosmopolitas sem raízes
Cosmopolitas sem raízes (em russo:  безродный космополит, "bezrodniy kosmopolit") foi um eufemismo soviético amplamente usado durante a campanha antissemita de Josef Stalin, no período 1948–1953, que culminou com o "escândalo" do complô dos médicos. O termo "cosmopolitas sem raízes" refere-se principalmente (mas não explicitamente) a intelectuais judeus, como um acusação de sua falta de patriotismo, isto é, falta de fidelidade completa à União Soviética. A expressão foi cunhada pelo crítico literário russo Vissarion Belinskii para descrever escritores que não tinha caráter nacional (russo).

## Antecedentes
No final e imediatamente após a Segunda Guerra Mundial, o Comitê Judaico Anti-fascista (CJA) cresceu cada vez mais em influência para os judeus soviéticos pós-holocausto, e foi aceito como seu representante no ocidente. Como suas atividades algumas vezes contradiziam as políticas oficiais soviéticas, tornou-se um incômodo para as autoridades soviéticas. A Comissão Auditora Central do Partido Comunista da União Soviética concluiu que em vez de focalizar sua atenção na "luta contra as forças da reação internacional", o CJA continuou a linha do Bund - uma designação perigosa, uma vez que ex-membros do Bund deveriam ser "expurgados".